# 顏永財
顏永財（1945年—），臺灣企業家，出身臺灣嘉義，為微相科技創辦人。妻子為前立委莊和子，兩人育有二子一女。

## 生平
就讀嘉義中學二年級時，因家境困苦之緣故，每周日都會去路德教會打工，做些割草、掃地、擦桌椅、整理圖書的工作。
唸高中時，因在救國團舉辦的中部橫貫公路健行隊認識同樣來自嘉義的莊和子，兩人之後也交往。之後錄取了台灣大學的醫學系，但僅讀了大一，就轉到化學系。大學畢業後，服兵役當預官。
1969年拿到芝加哥大學的獎學金，因此赴美留學。半年後，其妻莊和子也取得赴美簽證，隨即到美國相聚。
1970年在海外留學生發起的「保釣運動」，亦參與了編印『釣魚台快訊』。在編印釣魚台快訊期間，因在芝加哥大學的遠東圖書館查閱資料，無意中發現早期林木順寫的『台灣二月革命』，深受感動，於是與友人共同編印台灣二月革命的文章。
1974年取得博士學位，因求職不順，在因緣際會下得到加州大學柏克萊分校博士後研究的機會，但僅作了將近一年，後因接到母校台大客座教授的聘書，於1975年回台。
之後回到美國，於全錄帕羅奧多研究中心擔任研究員，1981年代表公司參加一個關於微影的研討會。在會中聽了一場有關光罩護膜的演講，因此埋下心中的理想。
1981年，夫妻倆共同在加州創立「微相科技公司」，當時仍繼續在全錄上班。直到1982年，市場大致底定後，才全職在自己的公司工作。
1991年，於新竹科學園區成立台灣分公司。